# Melanocinclis
Melanocinclis là một chi bướm đêm thuộc họ Cosmopterigidae.